# Тольк
Тольк (нім. Tolk) — громада в Німеччині, розташована в землі Шлезвіг-Гольштейн. Входить до складу району Шлезвіг-Фленсбург. Складова частина об'єднання громад Зюдангельн.
Площа — 10,5 км2. Населення становить 1040 ос. (станом на 31 грудня 2020).